# Kim Andersson
Kim Andersson (født 21. august 1982 i Kävlinge, Sverige) er en svensk håndboldspiller, der til dagligt spiller for Ystad IF, som han kom til i 2015, efter at han havde spillet for KIF Kolding København. Han vandt i 2007 Champions League I 2012 blev han købt af AG København, og da denne klub gik konkurs, valgte Andersson at tage med nogle af de øvrige AGK-spillere til den nye klub KIF Kolding København. I 2015 skiftede han til Ystad IF

## Landshold
Andersson er en af de bærende kræfter på den "nye generation" af det svenske landshold. Han har indtil videre spillet over 100 kampe og scoret mere end 400 mål i landsholdstrøjen.